# Буряченко, Александр Леонидович
Буряченко Александр Леонидович (24 января 1940, Житикара, Кустанайская область — 18 мая 2004, Белая Берёзка, Брянская область) — советский и российский поэт, член Союза писателей России (1994).

## Биография
Родился 24 января 1940 года в городе Джетыгара Костанайской области Казахской ССР. Отец, Леонид — советский пограничник, мать, Таисия — советская работница образования.
В раннем детстве с семьёй переехал в город Кривой Рог Днепропетровской области. С началом Великой Отечественной войны остался с матерью на оккупированной территории. Осенью 1941 года мать вошла в состав подпольной группы «Красногвардеец», 23 февраля 1942 года была схвачена, в апреле 1942 года после длительных пыток повешена. На глазах матери пыткам подвергся и малолетний Александр. После смерти матери стал приёмным сыном в семье своей тёти Прасковьи Ивановны. После освобождения Кривого Рога пришла похоронка на отца.
В 1948 году с семьёй переехал в посёлок Белая Берёзка Трубчевского района Брянской области. Окончил среднюю школу, служил в Советской армии, работал электросварщиком на Селецком деревообрабатывающем комбинате, заочно учился в политехническом техникуме.
В конце 1950-х годов как начинающий поэт и рабочий корреспондент начал сотрудничать с газетами «Брянский рабочий» и «Брянский комсомолец».
Член Союза писателей России с 1994 года.
Умер 18 мая 2004 года в посёлке Белая Берёзка, где и похоронен.

## Творчество
В 1965 году опубликовал первое стихотворение в газете «Брянский рабочий».
Занимался в литературном объединении «Горизонт», приносил в редакцию заметки и очерки о лучших работниках Селецкого деревообрабатывающего комбината, публиковал материалы о передовиках в областных газетах.
Стихи выходили в коллективных сборниках «И я этой силы частица», «По первопутку», альманахах «Родники» (1974), «Литературный Брянск» (2014, 2015), в журналах «Москва», «Октябрь», «Воин России» (2010).
Изданы книги «Люди зажигают звёзды» (1982), «Сигнальные огни» (1992), «Засадный полк» (2003), посмертные «Сторона родимая — Белая Берёзка» (2010), «Я теплотою к вам наполнил строки эти» (2010), «Одарённый любовью» (2015).

## Награды
- Ежегодная литературная премия имени поэта Николая Мельникова[8];
- Почётные грамоты администрации Брянской области — за пропаганду патриотизма и любви к родному краю.

## Память
- Памятная доска на фасаде Белоберёзковского дома культуры[9];
- В 2014 году произведения включены в школьный учебник «Литературная Брянщина»[10];
- В 2015 году проведён вечер памяти[11];
- Персональная экспозиция в музее «Трубчевский край литературный» в Трубчевске[8];
- В 2020 году литературное объединение «Горизонт» провело встречу со студентами, посвящённое 80-летию поэта[12];
- Посвящение в сборнике стихов «Лепестки»[13];
- Воспоминания в книге «Путешествие с Даниилом Андреевым»[14].